# Fraser-delfin
A Fraser-delfin (Lagenodelphis hosei) az emlősök (Mammalia) osztályának párosujjú patások (Artiodactyla) rendjébe, ezen belül a delfinfélék (Delphinidae) családjába tartozó faj.
Nemének az egyetlen faja.

## Előfordulása
Elterjedése nem nagyon ismert. A leggyakoribbnak a trópusi Csendes-óceán keleti felében az Egyenlítő mentén és a Fülöp-szigeteki Bohol-szoros környékén látszik. Az Atlanti-óceánban ritka, csak a Kis-Antillákról és a Mexikói-öbölből ismert. Valószínűleg elterjedt az egész Indiai-óceánon keresztül, de adatok csak Dél-Afrika, Madagaszkár, Srí Lanka és Indonézia környékéről vannak. Előfordul az Egyenlítőtől északra egészen Tajvanig és Japánig, kis számban megtalálható Ausztrália partjainál is. A Franciaországnál partra vetődött példányok valószínűleg elkóboroltak. Feltehetően gyakoribb állat mint az a kevés adatokból következtethető. A part menti vizekben ritkán látható, kivéve az óceáni szigetek környékét vagy ahol keskeny a kontinentális perem.

## Megjelenése
A Fraser-delfin tetemét már 1895-ben megtalálták a malajziai Sarawakban, de a tudományos fajleírás csak 1956-ban készült el, és az 1970-es évek elejéig nem láttak eleven állatot. Azóta számos esetben megfigyelték már a tengeren, és nem tűnik olyan ritkának mint, korábban hitték, de azért még mindig eléggé keveset tudunk róla. Kinézetében átmenetet képez a Lagenorhynchus és a delphinus fajok között, erre utal a Lagenodelphis név is. Némely példány, főként a hímek, nagyon feltűnően sötét csíkosak az oldalukon, a csíkok szélessége és erőssége valószínűleg az életkorral fokozódik. Némileg összetéveszthető a csíkos delfinnel, bár a Fraser-delfin arcorra rövidebb, hátúszója és mellúszói kisebbek és eltérő a testének a csíkozása. Ismeretlen mennyiségben fulladnak meg a nyílt tengereken a húzóhálókban és más halászati módszerek kapcsán, sőt, néhol közvetlenül vadásznak is rá.
Hátúszó elhelyezkedése: Középen.
Újszülött tömege: Kb. 19 kg.
Felnőtt tömege: Kb. 160–210 kg.
Újszülött mérete: Kb. 1 m.
Felnőtt mérete: 2-2,6 m.

## Életmód
Tápláléka halakból, kalmáromból vagy polipokból, világító krillekből vagy egyéb rákokból áll. A gyomortartalom-vizsgálatok arra utalnak, hogy a Fraser-delfin mélyre merül, 200–500 m mélységben jár zsákmány után. Gyakran látható más, nyílt tengeri cetekkel közös iskolákban, pl. fehérajkú kardszárnyúdelfinnel, kis kardszárnyúdelfinnel, ámbráscetekkel, pettyes delfinnel és csíkos delfinnel. Úszása rendkívül dinamikus, amikor a felszínre jön levegőért, gyakran nagy fröccsenéssel el is hagyja a vizet. Ugrásai többnyire nem játékosak és látványosak. Élőhelyeinek nagy részé fél a csónakoktól és csoportjai általában szoros alakulatban gyorsan elúsznak a közelből, maguk után tajtékzó habokat hagyva. A Fülöp-szigeteknél és Dél-Afrika natali pontjainál olykor a csónakok orrvizében és mellettük úsznak. Átlagos csoportméret 100-500 példányból áll, ritkább esetekben 4-1000 egyedből, gyakran keveredik más fajokkal.